# Theo Bos (calciatore)
Theo Bos (Nimega, 5 ottobre 1965 – Elst, 28 febbraio 2013) è stato un allenatore di calcio e calciatore olandese, di ruolo difensore.

## Carriera

### Giocatore
Durante la sua carriera ha giocato solo con il Vitesse, con cui ha segnato 9 reti in 369 partite.

### Allenatore
Dopo aver allenato il Den Bosch è diventato allenatore della sua ex squadra. Nel 2011 ha allenato il Polonia Varsavia e poi fino al gennaio 2012 ha allenato il Dordrecht.

## La morte
È morto il 28 febbraio 2013 all'età di 47 anni a causa di un tumore al pancreas.